# 1721 en arts plastiques
| Années des arts plastiques : 1718 - 1719 - 1720 - 1721 - 1722 - 1723 - 1724    |
| Décennies des arts plastiques : 1690 - 1700 - 1710 - 1720 - 1730 - 1740 - 1750 |

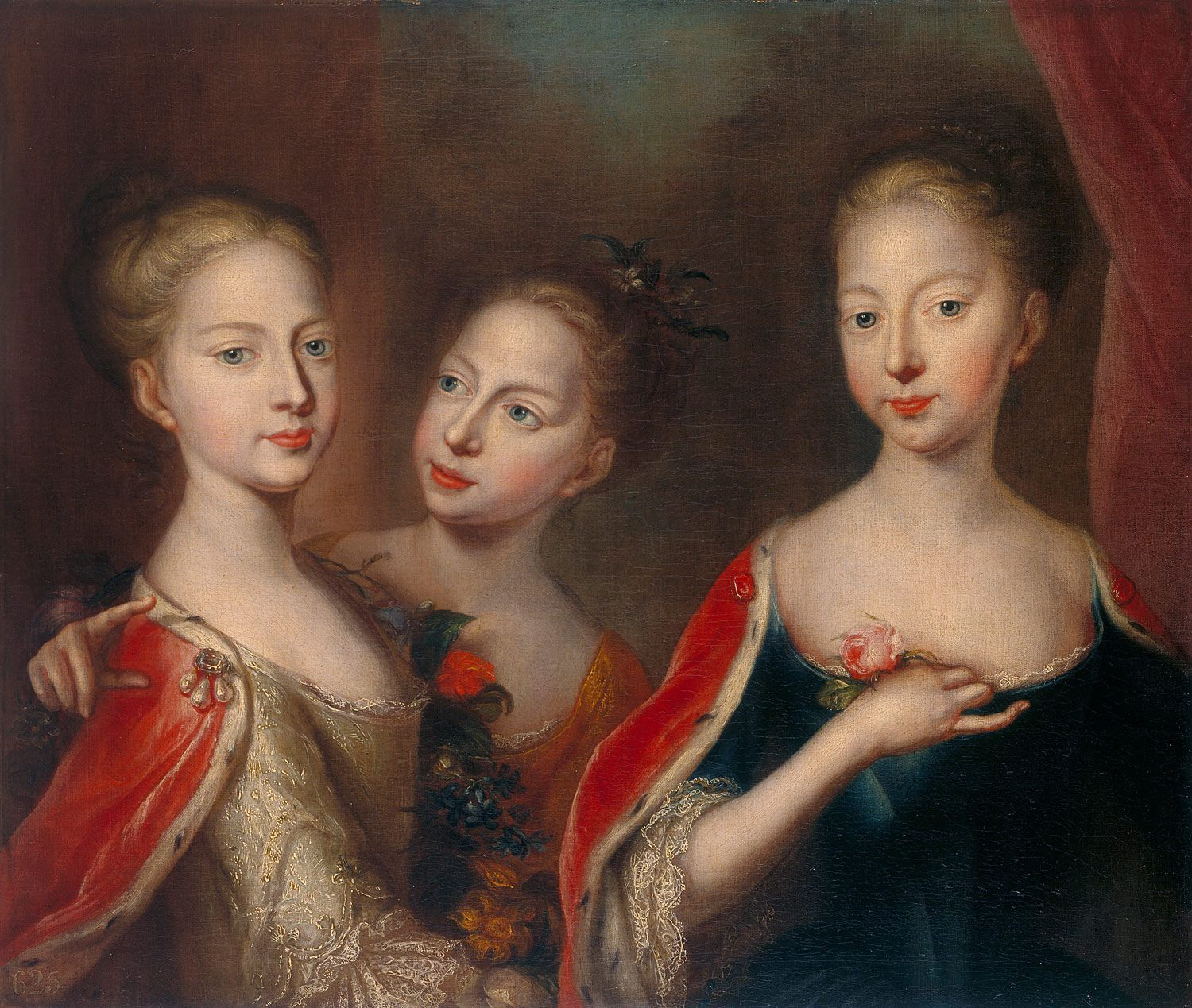
Portrait des princesses Anne, Amélie et Caroline, par Martin Maingaud.

Cette page concerne l'année 1721 en arts plastiques.

## Œuvres
- Emblematical Print on the South Sea Scheme, estampe satirique de William Hogarth sur le krach survenu à la suite de la spéculation sur la Compagnie des mers du Sud en 1720.

## Naissances
- 3 janvier : Giuseppe Paladino, peintre italien († 1794),
- 16 juin : Jean-Charles Baquoy, dessinateur et graveur français († 24 février 1777),
- 23 juillet : Anna Dorothea Therbusch, peintre allemande d’origine polonaise († 9 novembre 1782),
- 16 septembre : Domenico Corvi, peintre italien de la période néoclassique († 22 juillet 1803),
- ? :
  - Francesco Albotto, peintre italien de vedute  († 13 janvier 1757),
  - Jacques-Antoine Beaufort, peintre français († 25 juin 1784),
  - Jean-Baptiste Delafosse, graveur et pastelliste français († 1806),
  - Pietro Antonio Lorenzoni, peintre baroque italien († 1782).

## Décès
- 20 avril : Louis Laguerre, peintre français (° 1663),
- 28 juin : Isaac Sailmaker, peintre de marine néerlandais (° 1633),
- 18 juillet : Antoine Watteau, peintre rococo français (° 10 octobre 1684),
- 5 août : Louis Counet, peintre liégeois (° 1652),
- ? octobre : Andrea dell'Asta, peintre baroque italien (° 20 avril 1674),
- 19 décembre : Bonaventura Lamberti, peintre baroque italien (° vers 1653),
- ? :
  - Luigi Garzi, peintre baroque italien (° 1638),
  - Giuseppe Ghezzi, peintre baroque italien (° 6 novembre 1634),
  - Nicola Malinconico, peintre italien (° 1663).